# Thenewno2
thenewno2 — рок-группа из Лондона, появившаяся в 2006 году. Изначально состояла из Дхани Харрисона (гитара и вокал) и Оливера Хекса (ударные и синтезатор). По данным на 2009 год в группу входили Харрисон, Джонатан Садофф, Джереми Факконе, Ник Фифф и Фрэнк Зуммо. Название группы является отсылкой к британскому телешоу 1960-х годов The Prisoner. Thenewno2 создали дизайн ряда альбомов Джорджа Харрисона: Brainwashed, Concert for George, The Dark Horse Years Box Set, а также дизайн меню для DVD Concert for Bangladesh.
Дебютный альбом группы You Are Here увидел свет в феврале 2009 года. В США thenewno2 представили альбом на The Late Show Конана О’Брайена. В том же году thenewno2 приняли участие в фестивале «Коачелла». Журнал Spin назвал их выступление лучшим дебютом фестиваля. В 2010 году Харрисон начал сайд-проект под названием Fistful of Mercy, в котором помимо него приняли участие Бен Харпер и Джозеф Артур. Их дебютный альбом вышел в октябре 2010 года и был назван National Public Radio одним из лучших сайд-проектов года. Второй альбом The Fear of Missing Out вышел в 2012 году.

## Дискография

### Синглы
- «Another John Doe» (2008)
- «Choose What You’re Watching» (2008)
- «One Way Out» (2011)

### Альбомы
- You Are Here (2008)
- The Fear of Missing Out (2012)
- Beautiful Creatures (2013)

### Мини-альбомы
- EP001 (2006)
- EP002 (2011)

### Видеоклипы
- «Choose What You’re Watching» (2008, реж. Oliver Hecks)
- «Another John Doe» (2008, реж. Oliver Hecks)
- «Yomp» (2009, реж. Adria Petty и John Gutierrez)